# Петрівщина (Молодечненський район)
Петрівщина (біл. вёска Пятроўшчына) — село в складі Молодечненського району Мінської області, Білорусь. Село підпорядковане Городоцькій сільській раді, розташоване в західній частині області.

## Iсторія
У 1921–1945 роках село знаходилось у Польщі, у Вільнюській воєводствi, Вілейського повіту, c 1927 Молодечненського повіту гміні Гарадок.

## Населення
- 1866 рік - 73 люди, 10 будинки[2]
- 1921 рік - 150 люди, 25 будинки[3].
- 1931 рік - 166 люди, 30 будинки[4].